# 鹿沼城
鹿沼城（かぬまじょう）は、栃木県鹿沼市今宮町・西鹿沼町（下野国都賀郡鹿沼）にあった日本の城。

## 歴史・沿革
鹿沼城の起源は、1292年(正応5年)に二荒山神社に化灯籠を奉献した佐野氏の支族・鹿沼権三郎が、この城から西に500mほどの所にある坂田山に本拠を構えた事から始まる。坂田山の城がいつ頃築城されたのかは不明。
その後の200年間は、鹿沼氏がどのように経過したのかは分かっていない。
戦国時代に入ると、鹿沼氏は東隣の宇都宮氏から圧迫を受け、大永年間の頃、宇都宮忠綱に攻め滅ぼされる。
鹿沼氏を滅ぼした宇都宮氏は、この周辺の支配を壬生綱重に任せる。壬生綱重は坂田山館を改築して居城としたが、1532年(天文元年)に嫡子の壬生綱房が御殿山を中心に城を築き鹿沼城とし、以後は壬生氏の居城となる。
その後、関東で小田原北条氏が台頭してくると壬生義雄は宇都宮氏から離反し、北条氏に従属するようになる。
1590年（天正18年）、小田原征伐で壬生氏が北条方に加担し、義雄が戦後急死したため壬生氏は断絶。鹿沼城も廃城となった。
現在は、御殿山公園となっている。

## 鹿沼藩庁（鹿沼陣屋）
正保4年（1647年）、3代将軍徳川家光に近侍し、小姓組番頭かつ若年寄であった朽木稙綱が5千石を加増され、2万5千石の大名として鹿沼藩を立藩した。
鹿沼陣屋は鹿沼城の麓の、平常時に使用していた屋敷（根小屋）跡に建てられたとされる。現在は鹿沼中央小学校となり、遺構は確認されていない。
のち藩主は内田氏に替わる。1万3千石の内田正偏が不祥事で蟄居処分となったため、子の内田正親が継いだが、1万石に減封の上で下総国小見川藩に移されたため、鹿沼藩は廃藩となった。

### 御成御殿
内田正衆が藩主の頃の寛文3年（1663年）、4代将軍徳川家綱の日光東照宮参社に際し、陣屋の敷地に将軍の道中接待のための御成御殿を造営した。この御殿は将軍の道中の帰路、休憩に使われたが、その後は一度も使用されていない。